# Braljina (okręg niszawski)
Braljina (cyr. Браљина) – wieś w Serbii, w okręgu niszawskim, w gminie Ražanj. W 2011 roku liczyła 125 mieszkańców.